# Episodi di The 45 Rules of Divorce (terza stagione)
La terza stagione della serie televisiva The 45 Rules of Divorce, composta da 7 episodi, è stata trasmessa sul canale statunitense Shahid VIP dal 27 dicembre 2021 al 2 gennaio 2022.
In Arabia Saudita, La stagione viene trasmessa in prima visione gratuita su MBC 4 a partire dal 28 dicembre 2021 al 3 gennaio 2022.
In Italia, la stagione è andata in onda dal 10 aprile 22 maggio 2022 sul canale a pagamento Premium Stories.
| nº | Titolo arabe                                  | Titolo originale                                               | Titolo italiano                                                | Prima TV USA     | Prima TV Arabia Saudita | Prima TV Italia |
| -- | --------------------------------------------- | -------------------------------------------------------------- | -------------------------------------------------------------- | ---------------- | ----------------------- | --------------- |
| 1  | قاعدة #43 لما باب يقفل.. مش شرط باب تاني يفتح | Rule No. 43: When One Door Opens, There's An Icy Draft         | Regola 43: Quando si apre una porta entra uno spiffero         | 27 dicembre 2021 | 28 dicembre 2021        | 10 aprile 2022  |
| 2  | قاعدة #137 انتي مش شجرة.. اتحركي              | Rule No. 137: Move Your Car                                    | Regola 137: Sposta la macchina                                 | 28 dicembre 2021 | 29 dicembre 2021        | 17 aprile 2022  |
| 3  | قاعدة #188 كل واحد يبص في طبقة                | Rule No. 188: Mind Your Side of the Plate                      | Regola 188: Pensa a quello che c'è nel tuo piatto              | 29 dicembre 2021 | 30 dicembre 2021        | 24 aprile 2022  |
| 4  | قاعدة #225 شجعي من قلبك                       | Rule No. 225: What Happens in Bakersfield Stays in Bakersfield | Regola 225: Quel che succede a Bakersfield resta a Bakersfield | 1º gennaio 2022  | 2º gennaio 2022         | 1º maggio 2022  |
| 5  | قاعدة #99 سيبي نفسك                           | Rule No. 99: Cook Naked                                        | Regola 99: Cucinare nudi                                       | 2 gennaio 2022   | 3 gennaio 2022          | 8 maggio 2022   |
| 6  | قاعدة #218 متعيطيش                            | Rule #No. 218: There's No Crying in Baseball                   | Regola 218: Nel baseball non si piange                         | 3 gennaio 2022   | 4 gennaio 2022          | 15 maggio 2022  |
| 7  | قاعدة #91 واجهي مخاوفك                        | Rule No. 91: Run Toward What Scares You                        | Regola 91: Corri verso quello che ti fa paura                  | 4 gennaio 2022   | 5 gennaio 2022          | 22 maggio 2022  |